# アメリカ海軍作戦部長
アメリカ海軍作戦部長（アメリカかいぐんさくせんぶちょう、Chief of Naval Operations: 略称CNO）は、アメリカ合衆国海軍省における最高位の軍人で、統合参謀本部議長または副議長が海軍から出ていない場合は、アメリカ海軍における最高位の士官である。他の軍種の参謀総長等と同じく、作戦上の指揮権限は有しておらず、海軍の戦力整備に責任を有する。
アメリカ統合参謀本部の構成員でもあり、アメリカ大統領及び国防長官の軍事顧問としての職務も有する。
任期は4年で、有事には再任可。（ジェームズ・フォレスタル海軍長官と不仲だったチェスター・ニミッツ元帥は、例外的に2年）。2023年には、リサ・M・フランケッティ海軍大将が史上初めて女性海軍作戦部長となった。2023年8月14日にアメリカ海軍兵学校において、ロイド・オースティン国防長官立会いの下、交代式典が行われ、前任の第32代作戦部長であったマイケル・M・ギルティ海軍大将から指揮権が移譲されたが、フランケッティを選んだのはオースティン国防長官の推薦を無視したジョー・バイデン大統領の人事で、共和党議員が人事承認に反対し、海軍作戦副部長職のまま職務代行をしていた。同年11月2日、アメリカ議会上院がフランケッティを海軍作戦部長に起用する人事が承認し、正式に就任した。

## 概要
海軍作戦部長の職は、海軍改革派と連邦議会が、制服軍人の権限拡大を嫌うジョセファス・ダニエルズ海軍長官の反対を押し切る形で1915年3月に少将職として新設されたが、議会は翌1916年8月に大将職に格上げした。設置時の経緯から、海軍作戦部長には艦隊指揮権も海軍省の各局長に対する命令権も与えられず、その権限は強くなかった。しかし真珠湾攻撃でアメリカが第二次世界大戦に参戦すると、フランクリン・ルーズベルト大統領とフランク・ノックス海軍長官は、1941年2月に常設職としては廃止したばかりの合衆国艦隊司令長官（Commander in Chief, United States Fleet: 略称CINCUS）を、大統領令第8984号によりCOMINCHの略称で復活させて艦隊指揮権を与え、アーネスト・キング大将を任命した。このため海軍作戦部長ハロルド・スターク大将とキング大将のどちらが海軍のトップか分からない状態になって部内に混乱が生じ、スターク大将がCNOを辞任したので、大統領令第9096号によって合衆国艦隊司令長官兼海軍作戦部長（Commander in Chief, United States Fleet, and Chief of Naval Operations: 略称COMINCH-CNO）の肩書きが新設され、COMINCH-CNOのキングがCOMINCHとCNOの職務にあたる形となり、CNOに海軍省各局長への監督権が与えられた。第二次世界大戦が終結するとCOMINCHは廃止され、再びCNOがトップとなった。
海軍作戦部長と和訳するのが一般的であるが、近年になり、海軍作戦総長と和訳する動きがある。「海軍作戦総長」という和訳を推している軍事評論家の野木恵一は、海軍作戦「部長」では単なる部局の長と誤認される恐れがあるが、海軍作戦「総長」であれば、同じく統合参謀本部の構成員である「陸軍参謀総長」および「空軍参謀総長」と釣り合う、という趣旨を述べている。アメリカ国防総省編『軍事用語辞典』によれば、"operation"は軍事的衝突が関係する活動だけでなく、補給や訓練、管理まで含む概念で、日本語の「作戦」より広い概念であるため、"Chief of Naval Operations"を「海軍作戦部長」、「海軍軍令部長」と訳したのは誤訳に近いという指摘もある。

## 歴代の海軍作戦部長
| 代 | 氏名                             | 写真          | 階級                           | 在任期間       | 在任期間       | 出身校                     | 前職                                                                               | 後職                             | 職域 （マーク） | 備考                                                  |
| 代 | 氏名                             | 写真          | 階級                           | 着任           | 退任           | 出身校                     | 前職                                                                               | 後職                             | 職域 （マーク） | 備考                                                  |
| -- | -------------------------------- | ------------- | ------------------------------ | -------------- | -------------- | -------------------------- | ---------------------------------------------------------------------------------- | -------------------------------- | --------------- | ----------------------------------------------------- |
| 1  | ウィリアム・シェパード・ベンソン |               | 海軍少将（在任中に大将に進級） | 1915年5月11日  | 1919年9月25日  | 海軍兵学校                 | フィラデルフィア海軍工廠長                                                         | 合衆国船舶委員会委員長           | 艦艇            |                                                       |
| 2  | ロバート・クーンツ               |               | 海軍大将                       | 1919年11月1日  | 1923年7月21日  | 海軍兵学校                 | 大西洋艦隊戦闘部隊司令官                                                           | 合衆国艦隊司令長官               | 艦艇            |                                                       |
| 3  | エドワード・ウォルター・エバール |               | 海軍大将                       | 1923年7月21日  | 1927年11月14日 | 海軍兵学校                 | 太平洋艦隊司令長官                                                                 | 合衆国海軍評議員                 | 艦艇            |                                                       |
| 4  | チャールズ・ヒューズ             |               | 海軍大将                       | 1927年11月14日 | 1930年9月17日  | 海軍兵学校                 | 戦闘艦隊司令長官                                                                   |                                  | 艦艇            |                                                       |
| 5  | ウィリアム・プラット             |               | 海軍大将                       | 1930年9月17日  | 1933年6月30日  | 海軍兵学校                 | 合衆国艦隊司令長官                                                                 |                                  | 艦艇            |                                                       |
| 6  | ウィリアム・スタンドレイ         |               | 海軍大将                       | 1933年7月1日   | 1937年1月1日   | 海軍兵学校                 | 合衆国艦隊戦闘集団司令官                                                           | 駐ソビエト連邦大使               | 艦艇            |                                                       |
| 7  | ウィリアム・リーヒ               |               | 海軍大将                       | 1937年1月2日   | 1939年8月1日   | 海軍兵学校                 | 合衆国艦隊戦闘集団司令官                                                           | プエルトリコ総督                 | 艦艇            |                                                       |
| 8  | ハロルド・スターク               |               | 海軍大将                       | 1939年8月1日   | 1942年3月2日   | 海軍兵学校                 | 合衆国艦隊戦闘集団 巡洋艦部隊司令官                                                | 在欧合衆国海軍司令官             | 艦艇            |                                                       |
| 9  | アーネスト・キング               |               | 海軍大将（在任中に元帥に進級） | 1942年3月2日   | 1945年12月15日 | 海軍兵学校                 | 合衆国艦隊司令長官                                                                 |                                  | 航空            | 合衆国艦隊司令長官と兼任。                            |
| 10 | チェスター・ニミッツ             |               | 海軍元帥                       | 1945年12月15日 | 1947年12月15日 | 海軍兵学校                 | 太平洋艦隊司令長官 兼 太平洋戦域最高司令官                                         |                                  | 潜水            |                                                       |
| 11 | ルイス・デンフェルド             |               | 海軍大将                       | 1947年12月15日 | 1949年11月2日  | 海軍兵学校                 | マーシャル諸島、カロリン諸島およびマリアナ諸島軍政長官                             |                                  | 艦艇            | 「提督たちの反乱」の責任を問われ、更迭される。        |
| 12 | フォレスト・シャーマン           |               | 海軍大将                       | 1949年11月2日  | 1951年7月22日  | 海軍兵学校                 | 第6任務艦隊司令官                                                                  |                                  | 航空            | 在任中に心臓発作で死去。                              |
| 13 | ウィリアム・フェクテラー         |               | 海軍大将                       | 1951年8月16日  | 1953年8月17日  | 海軍兵学校                 | 大西洋軍総司令官 兼 大西洋艦隊司令長官                                             | NATO南ヨーロッパ連合軍最高司令官 | 艦艇            |                                                       |
| 14 | ロバート・カーニー               |               | 海軍大将                       | 1953年8月17日  | 1955年8月17日  | 海軍兵学校                 | NATO南ヨーロッパ連合軍最高司令官                                                   |                                  | 艦艇            |                                                       |
| 15 | アーレイ・バーク                 |               | 海軍大将                       | 1955年8月17日  | 1961年8月1日   | 海軍兵学校                 | 大西洋艦隊駆逐艦部隊司令官                                                         |                                  | 艦艇            |                                                       |
| 16 | ジョージ・アンダーソン・ジュニア |               | 海軍大将                       | 1961年8月1日   | 1963年8月1日   | 海軍兵学校                 | 第6艦隊司令官                                                                      | 駐ポルトガル大使                 | 航空            |                                                       |
| 17 | デヴィッド・マクドナルド         |               | 海軍大将                       | 1963年8月1日   | 1967年8月1日   | 海軍兵学校                 | 在欧合衆国海軍司令官 兼 東大西洋・地中海合衆国海軍司令官 兼 東大西洋合衆国軍司令官 |                                  | 航空            |                                                       |
| 18 | トーマス・モーラー               |               | 海軍大将                       | 1967年8月1日   | 1970年7月1日   | 海軍兵学校                 | 大西洋軍総司令官 兼 大西洋艦隊司令長官 兼 NATO大西洋連合軍最高司令官               | 統合参謀本部議長                 | 航空            |                                                       |
| 19 | エルモ・ズムウォルト・ジュニア   |               | 海軍大将                       | 1970年7月1日   | 1974年6月29日  | 海軍兵学校                 | ベトナム派遣海軍司令官                                                             |                                  | 艦艇            |                                                       |
| 20 | ジェームズ・ホロウェイ3世        |               | 海軍大将                       | 1974年6月29日  | 1978年7月1日   | 海軍兵学校                 | 第7艦隊司令官                                                                      |                                  | 航空            |                                                       |
| 21 | トーマス・ヘイワード             |               | 海軍大将                       | 1978年7月1日   | 1982年6月30日  | 海軍兵学校                 | 太平洋艦隊司令長官                                                                 |                                  | 航空            |                                                       |
| 22 | ジェームズ・ワトキンス           |               | 海軍大将                       | 1982年6月30日  | 1986年6月30日  | 海軍兵学校                 | 太平洋艦隊司令長官                                                                 | エネルギー長官                   | 潜水            |                                                       |
| 23 | カーライル・トロスト             |               | 海軍大将                       | 1986年7月1日   | 1990年6月29日  | 海軍兵学校                 | 大西洋軍副総司令官 兼 大西洋艦隊司令長官                                           |                                  | 潜水            |                                                       |
| 24 | フランク・ケルソー2世            |               | 海軍大将                       | 1990年6月29日  | 1994年4月23日  | 海軍兵学校                 | 大西洋軍総司令官 兼 NATO大西洋連合軍最高司令官                                     |                                  | 潜水            | 1993年1月2日から7月21日にかけて、海軍長官代行を兼任。 |
| 25 | ジェレミー・ボーダ               |               | 海軍大将                       | 1994年4月23日  | 1996年5月16日  | (OCS)                      | 在欧合衆国海軍司令官 兼 東大西洋合衆国軍司令官 兼 NATO南ヨーロッパ連合軍最高司令官 |                                  | 艦艇            | 初の叩き上げ出身、在任中に自殺。                      |
| 26 | ジェイ・L・ジョンソン            |               | 海軍大将                       | 1996年8月2日   | 2000年7月21日  | 海軍兵学校                 | 海軍作戦副部長                                                                     |                                  | 航空            | ボーダの自殺後は海軍作戦副部長職のまま8月まで職務代行 |
| 27 | ヴァーン・クラーク               |               | 海軍大将                       | 2000年7月21日  | 2005年7月22日  | アーカンソー大学(OCS)      | 大西洋艦隊司令長官                                                                 |                                  | 艦艇            |                                                       |
| 28 | マイケル・マレン                 |               | 海軍大将                       | 2005年7月22日  | 2007年9月29日  | 海軍兵学校                 | 在欧合衆国海軍司令官 兼 NATOナポリ連合統合軍司令官                                 | 第17代統合参謀本部議長           | 艦艇            |                                                       |
| 29 | ゲイリー・ラフヘッド             |               | 海軍大将                       | 2007年9月29日  | 2011年9月23日  | 海軍兵学校                 | 艦隊総軍司令官                                                                     | 退役                             | 艦艇            |                                                       |
| 30 | ジョナサン・グリーナート         |               | 海軍大将                       | 2011年9月23日  | 2015年9月18日  | 海軍兵学校                 | 海軍作戦副部長                                                                     | 退役                             | 潜水            |                                                       |
| 31 | ジョン・M・リチャードソン        |               | 海軍大将                       | 2015年9月18日  | 2019年8月22日  | 海軍兵学校                 | 海軍原子力推進機関部長                                                             | 退役                             | 潜水            | 初の海軍原子力推進機関部長経験者                      |
| 32 | マイケル・M・ギルデイ            |               | 海軍大将                       | 2019年8月22日  | 2023年8月14日  | 海軍兵学校                 | 統合参謀本部事務局長                                                               | 退役                             | 艦艇            |                                                       |
| -  | リサ・M・フランケッティ          |               | 海軍大将                       | 2023年8月14日  | 2023年11月2日  | ノースウェスタン大学(ROTC) | 海軍作戦副部長職のまま職務代行                                                     | 海軍作戦副部長職のまま職務代行   | 艦艇            | 女性初の就任。任期の途中で解任。                      |
| 33 | リサ・M・フランケッティ          | 2023年11月2日 | 海軍大将                       | 2025年2月21日  | 海軍作戦副部長 | ノースウェスタン大学(ROTC) |                                                                                    |                                  | 艦艇            | 女性初の就任。任期の途中で解任。                      |
| -  | ジェームズ・キルビー             |               | 海軍大将                       | 2025年2月21日  | 在任中         | 海軍兵学校                 | 海軍作戦副部長職のまま職務代行                                                     | 海軍作戦副部長職のまま職務代行   | 艦艇            |                                                       |